# Bernardim Ribeiro

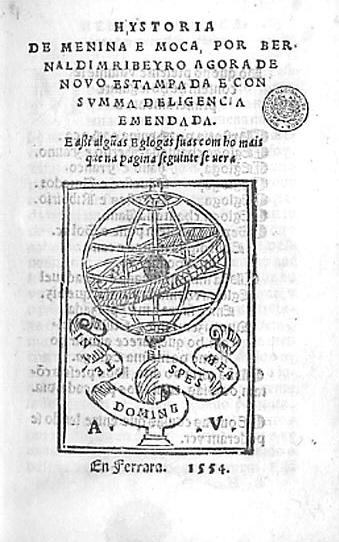
Titelblatt der Hystoria de menina e moça, 1554

Bernardim Ribeiro (* 1482 in Torrão; † 1552 in Lissabon) war ein portugiesischer Dichter.
Geboren wurde er in Torrao, Region Alentejo und studierte Rechtswissenschaften in Lissabon (1507–1512). 1524 wurde er zum Sekretär von König Johann III. von Portugal ernannt. In den letzten Jahren seines Lebens litt er unter geistiger Verwirrung.
Er schrieb den von anderer Hand fortgesetzten empfindsamen Liebesroman »Hystoria de menina e moça« (herausgegeben 1554, erweiterte Fassung 1557 unter dem Titel »Livro das saudades«). Ribeiro war auch als Lyriker bedeutend. Mit seinen Eklogen (»Eclogas«, herausgegeben 1554) beginnt die portugiesische Hirtendichtung.